# David Navara
David Navara (* 27. března 1985 Praha) je současný český šachista, patřící do světové špičky. Zatím nejvýše figuroval v žebříčku FIDE v říjnu 2006, kdy byl na 13. místě. Navara je jedenáctinásobný mistr České republiky v šachu a trojnásobný mistr Evropy v bleskovém šachu.

## Šachová kariéra
Podle svých slov se šachy začal učit v šesti letech z učebnic. Již v roce 1993 vyhrál ve své kategorii mistrovství České republiky. O rychlý růst se starali přední šachoví trenéři Josef Přibyl, Luděk Pachman, Antonín Ambrož či Vlastimil Jansa. V juniorských kategoriích vybojoval několik medailí ze světových turnajů. Ve 14 letech získal titul mezinárodního mistra, velmistrem se stal šest dní před svými 17. narozeninami. Už rok před tím získal 7 bodů z 9 partií na mistrovství Evropy družstev.
V roce 2003 vyhrál open turnaj Memoriál Akiby Rubinsteina v Polanica-Zdróji. Českou jedničkou se stal 1. července 2003, kdy také překročil v Elo hranici 2 600 bodů a poprvé se dostal do první stovky světového žebříčku.
Na mistrovství Evropy jednotlivců v roce 2004 v Antalyi v Turecku obsadil jako čtrnáctý nasazený šesté místo se 7,5 bodu (+5-2=5) včetně remízy s mistrem Evropy Ivančukem.
V roce 2005 se zúčastnil Světového poháru FIDE, ve kterém ale vypadl v prvním kole s Predragem Nikolićem. V těchto letech dvakrát v řadě zvítězil v šachovém mistrovství republiky.
Zazářil na 37. šachové olympiádě v Turíně v roce 2006, kde na první šachovnici proti nejsilnějším světovým hráčům vybojoval 8,5 bodu z 12 partií.
Na začátku roku 2007 se jako náhradník za Alexandra Morozeviče poprvé dostal do nejsilnější skupiny superturnaje v nizozemském Wijk aan Zee. Od tamních pořadatelů dostal přezdívku Expres Navara, jíž dostál hlavně v první části turnaje. Nakonec obsadil sedmé místo s 6,5 bodu z 13 partií (+3-3=7) včetně výhry nad exmistrem světa Ruslanem Ponomarjovem a dvou cenných remíz černými figurami s mistry světa Kramnikem a Topalovem.
Jarní a letní měsíce ale pro Navaru přinesly značné ztráty, hlavně vinou špatných výsledků v ligových soutěžích v Česku, Německu a Velké Británii. Jeho Elo se propadlo na 2 656 bodů. V srpnu ale dosáhl velkého úspěchu, když zvítězil v otevřeném turnaji v rapid šachu v Mohuči (v konkurenci např. tehdejší světové čtyřky Ivančuka). Turnaj v předchozích letech sloužil jako kvalifikace do klání o titul mistra světa v rapid šachu, pořádaných rovněž v Mohuči. Navara získal 9,5 bodu z 11 partií.

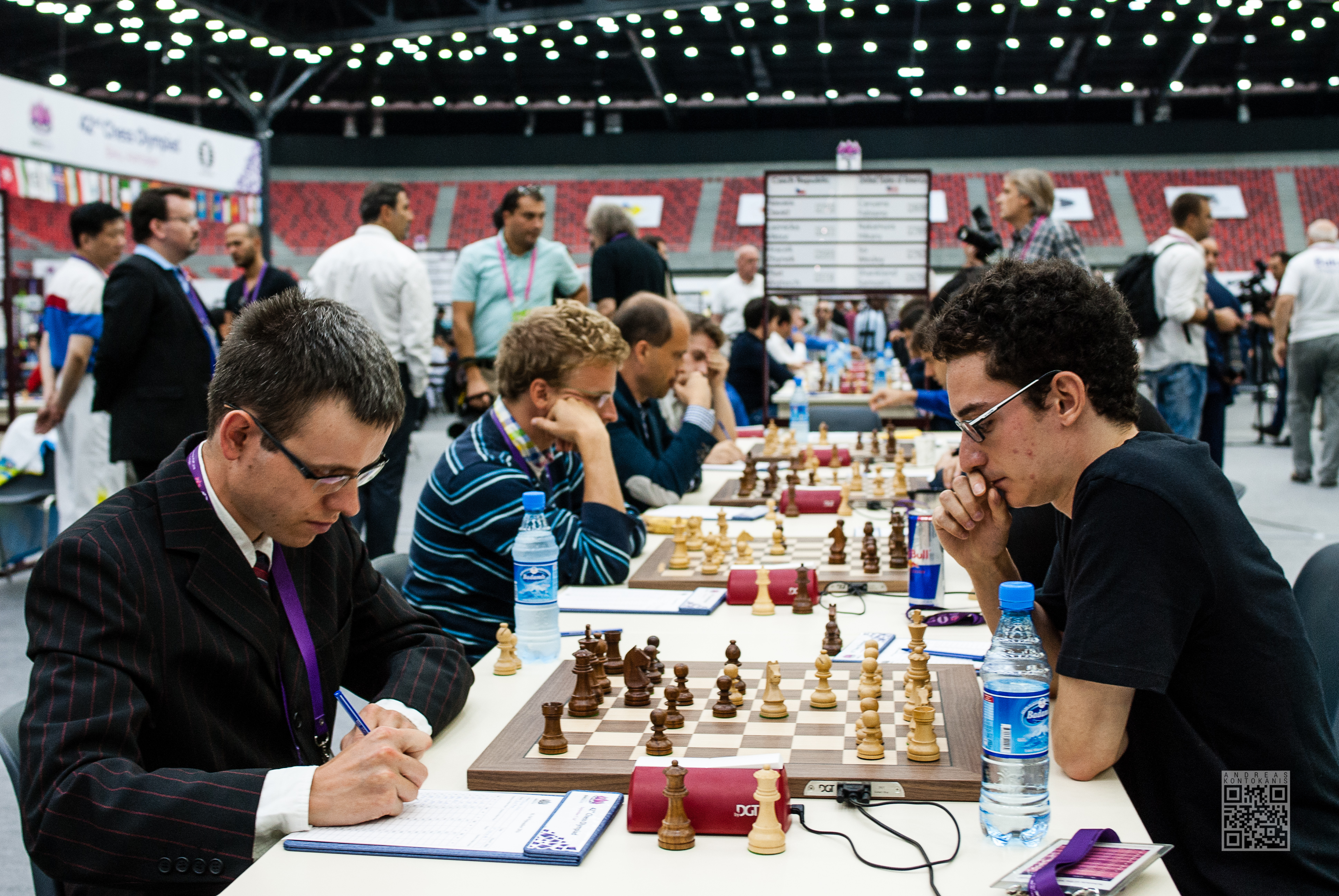
Navara hraje partii proti Fabianu Caruanovi na 42. šachové olympiádě v roce 2016

V květnu 2010 vyhrál potřetí mistrovství ČR v šachu, které se hrálo jako otevřený turnaj v Ostravě, ziskem 8,5 bodu z 9 partií a s dvoubodovým náskokem před Tomášem Polákem.
V září 2011 zaujal na světovém poháru hraném v Chanty-Mansijsku, když v závěru vyhrané partie nabídl svému soupeři Ukrajinci Mojsejenkovi remízu. Mojsejenko jej dříve v průběhu partie obvinil, že zavadil o krále, a tedy by jím měl hrát. Na svém požadavku Mojsejenko netrval, nicméně na konci partie přijal návrh remízy, který Navara učinil, aby nebyly spekulace, že zvítězil nečestně. Oba dostali za sportovní chování zvláštní cenu od guvernérky Chantymansijského autonomního okruhu Natalije Komarové. Navara se následně dostal do čtvrtfinále poháru, kde podlehl Alexandru Griščukovi.
Ve stejném roce na turnaji ve Wijku aan Zee obsadil sdílené první místo ve skupině B, kde se utkal se silnými velmistry jako Wesley So, Lê Quang Liêm, Luke McShane, Vladislav Tkačev nebo Zachar Jefimenko. V následujícím roce Navara získal individuální zlatou medaili na druhé šachovnici na 40. šachové olympiádě.
V září 2011 změnil mateřský klub, když přestoupil z Prahy do prvoligového šachového klubu v Novém Boru. Úspěchem skončilo Mistrovství ČR v šachu 2013, kdy vyhrál s velkým náskokem 2,5 bodu a performance 2878 Elo. Navara se následně stal mistrem ČR také v letech 2014, 2015, 2017, 2019, 2020 a 2022.
V roce 2014 vyhrál Navara mistrovství Evropy v bleskovém šachu. Tento úspěch se mu povedlo zopakovat v roce 2022 v na mistrovství Evropy v Katovicích. Titul následně obhájil v roce 2023 v Záhřebu.
Navara také sehrál několik oddělených zápasů, v Praze například remizoval v roce 2005 s Anatolijem Karpovem 1:1 (+0-0=2) a v roce 2006 s Borisem Gelfandem 2:2 (+1-1=2). V roce 2008 prohrál v rapid zápase s Kramnikem v Praze 2,5:5,5 (+1-4=3), v roce 2010 s Judit Polgárovou v Praze 2:6 (+1-5=2). V roce 2013 remizoval s mistryní světa Chou I-fan 2:2.

## Největší úspěchy
- 6. místo na evropském šampionátu 2004
- 8,5 bodu z 12 partií na první šachovnici během 37. šachové olympiády v roce 2006
- 7. místo na prestižním turnaji ve Wijk aan Zee 2007, přezdívaném šachový Wimbledon (kde se mu podařilo zvítězit v partii nad pozdějším mistrem světa Magnusem Carlsenem)[16][17]

## Život

### Vzdělání
Na střední školu chodil do Gymnázia Christiana Dopplera v Praze.
Od roku 2004 studoval obor logika na Filozofické fakultě Univerzity Karlovy v Praze, kterou ukončil v roce 2010 (Mgr., diplomová práce: Protokolární a pozorovací věty).

### Víra
Je věřící křesťan, pokřtěný v Českobratrské církvi evangelické.